# Raoni Metuktire
Raoni Metuktire ONM OMC (Kapot, c. 1932) é um líder indígena brasileiro da etnia caiapó. É conhecido internacionalmente por sua luta pela preservação da Amazônia e dos povos indígenas.

## Biografia
A data de nascimento de Raoni Metuktire não é precisa. Provavelmente foi no início da década de 1930, talvez em 1932, ou no início da década de 1940, talvez em 1942. O local de nascimento foi no estado brasileiro de Mato Grosso, em uma vila chamada Krajmopyjakare (que hoje se chama Kapôt). Ele é o filho do líder Umoro, do ramo dos caiapós conhecido como metuquitire. Sua infância foi marcada por muitas mudanças de endereço (o povo caiapó é nômade) e por numerosas guerras tribais. Guiado por seu irmão Motibau, Raoni começou com a idade de quinze anos a instalar seu famoso disco de madeira pintado de forma cerimonial e portado sobre o lábio inferior.
Foi em 1954 que Raoni e os caiapós encontraram, pela primeira vez, os homens brancos. Aprendeu a língua portuguesa com os Irmãos Villas-Bôas, famosos indigenistas brasileiros. Encontrou-se com o rei Leopoldo III da Bélgica em 1964 quando ele estava em expedição dentro das reservas indígenas protegidas do Mato Grosso. Em 1978, foi tema de um documentário intitulado Raoni. O ator Marlon Brando, que estava no auge de sua fama, aceitou ser filmado na sequência de abertura. O filme foi indicado ao prêmio Oscar. O aumento do interesse dos meios de comunicação brasileiros pela questão ambiental fez, dele, um porta-voz natural da luta pela preservação da floresta amazônica.
Em 1984, apareceu em público armado e pintado para a guerra a fim de negociar com o ministro do interior, Mário Andreazza, a demarcação de sua reserva. Durante a reunião com o ministro, deu-lhe um puxão na orelha e lhe disse: "Aceito ser seu amigo. Mas você tem de ouvir índio".

### 1989, uma campanha internacional em 17 países

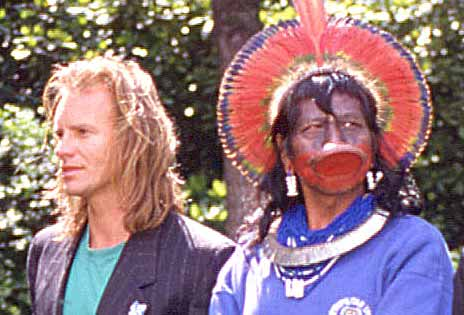
O cacique Raoni em companhia do cantor inglês Sting em Paris, em abril de 1989

Mas foi depois do encontro com o cantor Sting no Parque Indígena do Xingu em 1987 que Raoni alcançou notoriedade internacional. Em 12 de outubro de 1988, participou, com Sting, em São Paulo, no Brasil, de uma conferência de imprensa da turnê Human Rights Now! da Anistia Internacional. Diante do impacto do evento, Sting, sua esposa Trudie Styler e o cineasta belga Jean-Pierre Dutilleux vieram a ser cofundadores da Rainforest Foundation, organização criada para sustentar os projetos de Raoni. Dentre esses projetos, a maior prioridade era a demarcação do territórios caiapós, que estavam sendo ameaçados por invasões de terras de colonos.
Em fevereiro de 1989, Raoni foi um dos mais ferozes opositores ao projeto da barragem de Kararaô (hoje, conhecida como Belo Monte). As emissoras de televisão do mundo inteiro estavam presentes para recolher suas propostas em Altamira no momento de uma gigantesca assembleia de chefes que ficou registrada nos anais daquela cidade. O projeto de barragem foi finalmente abandonado. O projeto acabou sendo depois retomado com pequenas alterações.
A grande turnê que Raoni empreendeu com Sting em dezessete países de abril a junho de 1989 lhe permitiu divulgar sua mensagem em escala planetária. Doze fundações Floresta Verde foram criadas no mundo com o objetivo de recolher fundos para ajudar na criação de um parque nacional na região do Rio Xingu, na Amazônia, com uma superfície de mais ou menos 180 000 quilômetros quadrados.

### Os resultados da campanha de 1989

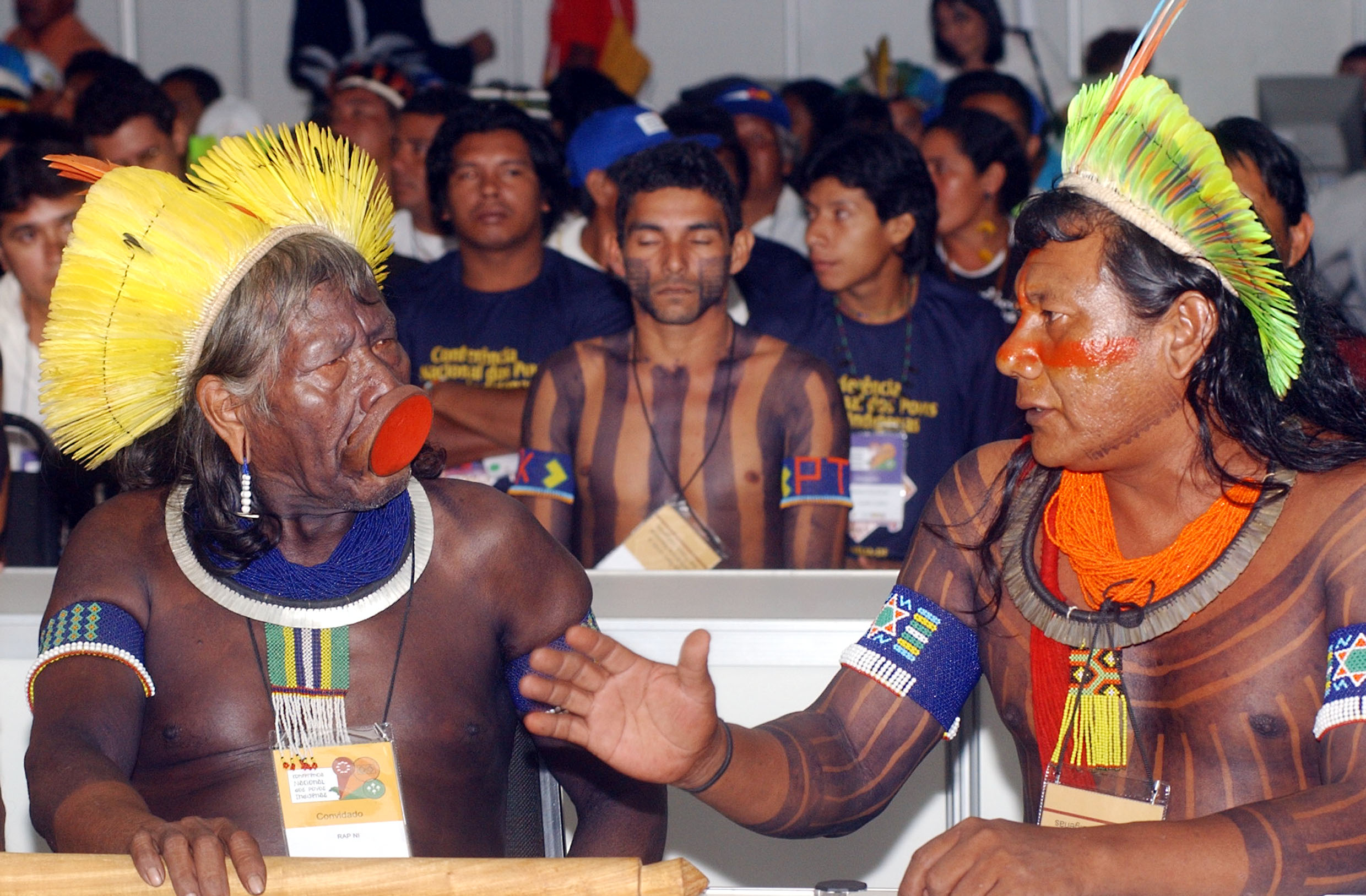
Raoni durante uma conferência no Brasil em abril de 2006

Em 1993, o parque foi homologado. Está situado nos estados do Mato Grosso e do Pará. Constitui, hoje, a maior reserva de florestas tropicais do planeta.[carece de fontes?].
Outro resultado concreto dessa primeira campanha internacional de Raoni foi o desbloqueamento, pelo Grupo dos Sete, de fundos para a demarcação das reservas indígenas brasileiras.
Além desses resultados, um dos maiores sucessos da campanha de 1989 foi uma tomada de consciência do grande público da necessidade de proteger a floresta amazônica e suas populações nativas. O presidente francês François Mitterrand foi o primeiro a apoiar a iniciativa de Raoni, no que foi seguido por Jacques Chirac, Juan Carlos da Espanha, Charles, Príncipe de Gales e o Papa João Paulo II, dentre muitos outros.

### Embaixador internacional da luta pela preservação da floresta e dos povos amazônicos

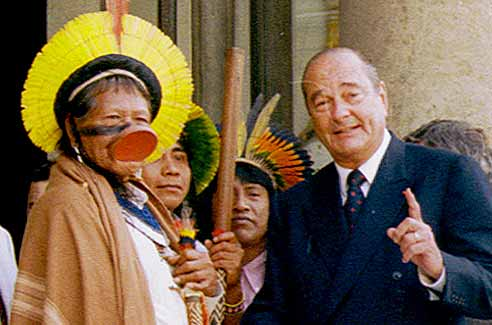
Raoni e o ex-presidente francês Jacques Chirac em maio de 2000, no Palácio do Eliseu

Transformando-se no embaixador do combate pela proteção da floresta amazônica e dos povos indígenas, Raoni Metuktire, depois do ano de 1989, efetuou numerosas outras viagens pelo mundo, como por exemplo uma visita aos esquimós da costa norte de Québec, no Canadá, em agosto de 2001. Ou a visita ao Japão em maio de 2007. Voltou também à França em 2000, em 2001 e em 2003, recebendo o apoio de Jacques Chirac.
Os diferentes povos indígenas da região do Xingu, dos quais Raoni é o mais célebre representante, lutam para preservar sua cultura ancestral. Raoni encontra-se regularmente com grandes líderes, mas continua vivendo em uma simples cabana, possuindo poucos bens materiais. Os presentes a ele ofertados são sistematicamente redistribuídos a toda a comunidade.[carece de fontes?]
Durante suas intervenções midiáticas, Raoni aparece, quase sempre, com um cocar de penas amarelas e com brincos e colares caiapós. É imediatamente reconhecível pelo seu botoque tradicional, que estica o seu lábio inferior e o qual ele porta com grande orgulho.

### Raoni contra o complexo de barragens de Belo Monte

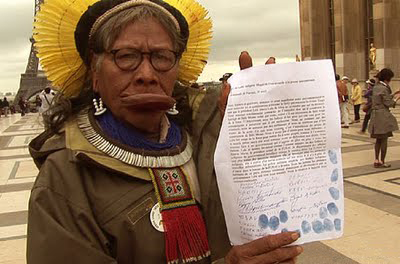
Raoni na Praça do Trocadéro e do 11 de Novembro, em Paris, na França, segurando uma petição internacional apoiada pelos demais líderes caiapós contra a Barragem de Belo Monte

Em uma entrevista à televisão francesa divulgada na ocasião de uma turnê europeia (França, Bélgica, Suíça, Mônaco, Luxemburgo) em maio de 2010, Raoni declarou guerra ao projeto de Usina Hidrelétrica de Belo Monte, que ameaça os territórios indígenas situados na beira do Rio Xingu, no estado brasileiro do Pará: "Eu pedi aos meus guerreiros para se preparar para a guerra. Também falei com as tribos do Xingu. Nós não deixaremos isso acontecer. Nós iremos matar todos os brancos que se atreverem a construir essa barragem".
Durante a viagem, ao mesmo tempo em que assegurou a promoção de seu livro Raoni, mémoires d'un chef indien (Raoni, memórias de um chefe indígena), Raoni foi recebido pelo ex-presidente francês Jacques Chirac, que deu-lhe novamente apoio (através da Fondation Chirac) ao seu projeto de criar, no coração da Amazônia brasileira, um instituto que portaria seu nome destinado a preservar a cultura de seu povo e a biodiversidade da floresta. O projeto prevê também a criação de um hospital, de um centro de pesquisas da biodiversidade da floresta, de escolas e de um núcleo de comunicação conectado à internet. Raoni foi recebido, durante a viagem, pelo príncipe Alberto II de Mónaco, muito comprometido com a proteção da natureza, mas não pelo presidente francês Nicolas Sarkozy, que, no entanto, o havia convidado formalmente em setembro de 2009, na ocasião de sua visita oficial ao Brasil.
No dia 1 de junho de 2011, o Instituto Brasileiro do Meio Ambiente e dos Recursos Naturais Renováveis, último entrave à realização da Barragem de Belo Monte, concedeu a licença ao consórcio de empresas brasileiras Norte Energia. Essa informação foi divulgada pelos meios de comunicação e redes sociais do mundo inteiro, acompanhada de uma foto de Raoni chorando, dizendo que suas lágrimas haviam sido provocadas pelo anúncio da validação definitiva da Barragem de Belo Monte. Indignado, o chefe desmentiu formalmente essa informação em seu site oficial: "Eu não chorei por causa da autorização de construção e o começo dos trabalhos no canteiro de obras de Belo Monte. Enquanto eu viver, eu continuarei lutar contra essa construção (...). Será a presidente Dilma Rousseff que irá chorar, não eu. Eu quero saber quem deu essa foto e propagou essa falsa informação (...). Será preciso que a presidente Dilma me mate em frente ao Palácio do Planalto. Aí, somente, vocês poderão construir a Barragem de Belo Monte".
Em resposta a todos aqueles que pretendem o desencorajar, Raoni, que, recentemente, recebeu o apoio de personalidades internacionais como James Cameron, Sigourney Weaver e Arnold Schwarzenegger, lançou uma petição internacional em cinco línguas contra a Barragem de Belo Monte no seu site oficial.
Em 27 de setembro de 2011, Raoni recebeu o título de cidadão honorário da cidade de Paris das mãos do prefeito Bertrand Delanoë, em reconhecimento por sua luta em defesa da preservação da Floresta Amazônica. Raoni estava em visita à Europa por conta de sua campanha contra a construção da Usina Hidrelétrica de Belo Monte. Em entrevista que deu para o canal de TV France 24 em 2012, foi apresentado ao público como uma "figura emblemática, conhecida internacionalmente pela defesa da floresta e da cultura dos povos originais".

### Posse presidencial de Lula em 2023

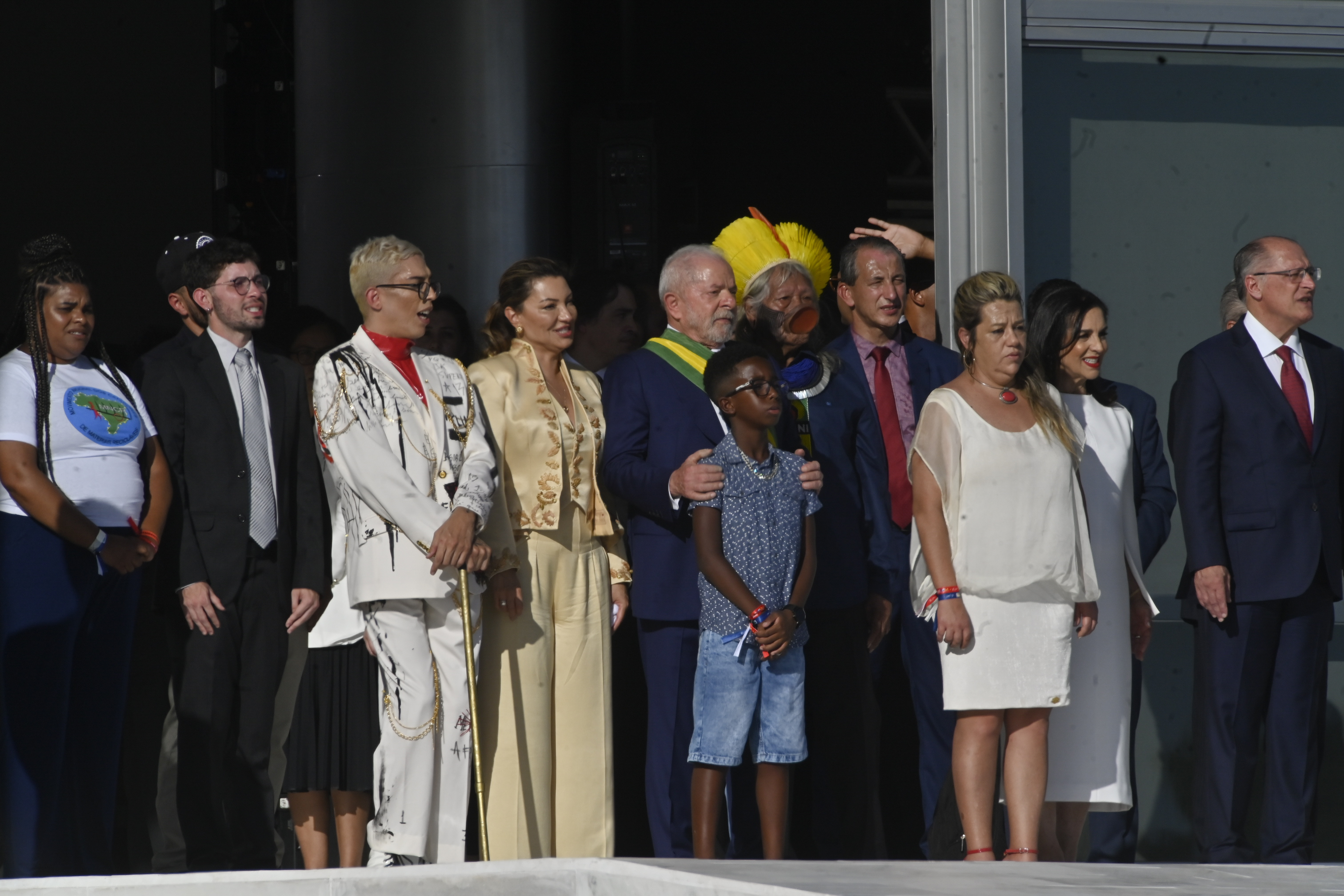
Lula ao lado das pessoas que passaram a faixa presidencial a ele em sua terceira posse presidencial

No dia 1 de janeiro de 2023, Raoni participou da cerimônia de posse de Luiz Inácio Lula da Silva como presidente do Brasil. Ele subiu a rampa do Palácio do Planalto junto a Lula e outros sete indivíduos representantes de diversos grupos sociais, e participou da entrega da faixa presidencial ao chefe de Estado recém-empossado, após o antecessor de Lula, Jair Bolsonaro, viajar para Orlando dois dias antes da transmissão do cargo.

## Viagens de 2019
Em 2019 o cacique voltou à Europa, acompanhado de outros líderes indígenas da reserva do Xingu, Kailu, Tapy Yawalapiti e Bemoro Metuktire, excursionando por Paris, Lyon, Cannes, Bruxelas, Luxemburgo, Mônaco e Vaticano, sendo recebido pelos chefes de Estado e outras autoridades. Em Bruxelas participou de uma Marcha pelo Clima. A viagem foi organizada pela ONG Forêt vierge, sediada em Paris, da qual Raoni é presidente honorário, e recebeu ampla divulgação internacional. Seu objetivo foi denunciar o desmatamento acelerado e angariar apoio e verbas para a proteção da sua reserva e da Amazônia em geral. Samuel Bettel, primeiro-ministro de Luxemburgo, anunciou a doação de 100 mil euros para proteger a floresta amazônica. Em Lyon, recebeu das mãos do prefeito Gérard Collomb a medalha da cidade. A viagem ocorreu em período de tensão para os ambientalistas, que acusam o governo de Jair Bolsonaro de promover retrocessos deliberados nas políticas ambiental e indígena em favor dos mercados, principalmente o agronegócio, madeireiros e mineradoras. Segundo a ONG, o líder indígena pretende usar o dinheiro arrecadado para sinalizar melhor os limites da reserva do Xingu, comprar drones e equipamentos para vigiar a região, melhorar o atendimento de saúde e educação e para a aquisição de conhecimento técnico para projetos de exploração sustentável da floresta, a fim de garantir a autonomia dos povos da reserva. Em 2019, um grupo de ambientalistas e antropólogos apresentou seu nome como candidato ao Prêmio Nobel da Paz de 2020 por sua defesa vitalícia da floresta.

## Doutor Honoris Causa
A Universidade Federal de Mato Grosso (UFMT) condecorou Raoni com o título de Doutor honoris causa em 2009, em razão de suas lutas pelo meio ambiente, ecologia e pela convivência na diversidade e o direito à vida.
Já em 2020, Raoni foi congratulado com o título de doutor Honoris Causa pela Universidade do Estado de Mato Grosso (Unemat), em reconhecimento à luta do cacique pela proteção da Floresta Amazônica e pela luta dos povos indígenas.

## Entrevistas
Em 2023, aos 91 anos de idade, entrevistado pelo Museu da Pessoa, como parte do projeto “Indígenas pela Terra e pela Vida”, Raoni Metuktire expôs a sua história de vida e luta pelos direitos dos povos indígenas. Ao início da entrevista, Raoni explicou o porquê do nome: 
“A minha mãe, quando eu já estava um menino, ela me falou: “Você nasceu num local – o local que conhecemos como Krãjmãopryjakare. Naquele tempo, havia um reencontro com outro grupo, outra tribo, e o pessoal estava realizando uma festa chamada Bemp. Foi nessa época que seu avô lhe passou os nomes Bepnhibum, Bepnhirerekti, Bepkrãka’ekre; estes são os seus nomes (belos)”. Também o outro meu avô me passou outro nome, Kukejtikrindja. Uma avó minha passou também os nomes… Eu esqueci…Mas, quando eu cresci, nós jovens rapazes decidimos colocar nomes das moças em nós. Aí me falaram: “Você podia ser chamado de Ropni”. E eu informei para todos este meu nome, Ropni. É uma prima minha, este nome é da minha prima. Quando eu coloquei em mim este nome, todos só me chamam assim. É isso.”

## Condecorações
| Insígnia | País   | Honra                                  | Data                   |
| -------- | ------ | -------------------------------------- | ---------------------- |
|          | Brasil | Comendador da Ordem do Mérito Cultural | 23 de outubro de 2007  |
|          | Brasil | Grã-Cruz da Ordem de Rio Branco        | 21 de novembro de 2023 |
|          | França | Cavaleiro da Legião de Honra           | 26 de março de 2024    |
|          | Brasil | Grã-Cruz da Ordem Nacional do Mérito   | 4 de abril de 2025     |